# Ласло Пап
Ласло Пап (мађ. Papp László; Будимпешта, 25. март 1926 — Будимпешта, 16. октобар 2003) је био мађарски боксер, троструки победник Олимпијских игара 1948, 1952. и 1956.
Са три златне медаље за редом постао је први боксер у историји Олимпијских игара којем је ту успело.
Иако се на професионализам није благонаклоно гледало у тадашњој Мађарској, Пап је 1957. године прешао у професионалце. Како професионалних борби није било у Мађарској, на све борбе па чак и на већину тренинга је путовао у Беч, у Аустрију. Упркос тим проблемима успео је одржати одличну форму, побеђивати све европске противнике те постати кандидат за борбу за светског првака. Меч је требало да се одржи у САД 1964. године. До борбе за првака никад није дошло јер му није издата излазна виза за пут на меч. Тиме је мађарска власт насилно прекинула ову сјајну каријеру.
Ласло Пап није никада поражен на званичним борбама у рингу. Његов професионални скор је 27 победа и 2 нерешене борбе, без пораза. Од 27 победа, 15 борби је решио нокаутом пре краја меча. Зато је остао запамћен као један од најбољих боксера свих времена.

## Аматерска каријера
Пап је три пута био освајач златне олимпијске медаље, у средњој категорији у Лондону 1948., затим као полусредња категорија у Хелсинкију 1952. и у Мелбурну 1956. Пап је такође био европски шампион у аматерској средњој категорији као средња категорија 1949. у Ослу и у полусредњој категорији у Милану 1951. Постигао је 55 нокаута у првој рунди као аматер, његов рекорд је био 301-12-6.

### Резултати на Олимпијадама
- злато Лондон 1948. у средњој категорији
- злато Хелсинки 1952. у полусредњој категорији
- злато Мелбурн 1956. у полусредњој категорији

1948. Лондон (Енглеска)
- Победио Валфрида Реска (Финска) KO 2
- Победио Жана Велтера (Луксембург) KO 1
- Победио Августа Кевињака (Белгија) KO 1
- Победио Ивано Фонтана (Италија) 3 : 0
- Победио Џона Рајта (Енглеска) 3 : 0

1952. Хелсинки (Финска)
- Победио Елсворта Веба (САД) KO 2
- Победио Чарли Чејса (Канада) KO 2
- Победио Петра Спасова (Бугарска) 3 : 0
- Победио Еладио Оскар Ереру (Аргентина) 3 : 0
- Победио Теуни Жакобус ван Шалквика (Јужноафричка Република) 3 : 0

1956. Мелбурн (Аустралија)
- Победио Алберта Санеза (Аргентина) KO 3
- Победио Збигњева Пјетцековског (Пољска) 3 : 0
- Победио Хозе Тореса (САД) 2 : 1

### Резултати на Европским првенствима
- Европски првак 1949. 1951.

## Професионална каријера
Пап, упркос томе што је имао проблема са повредама, постао је професионалац 1957. године и одмах почео да подиже свој рејтинг у средњој категорији. Међутим, Мађарска је у то време била комунистичка земља и професионални бокс није био дозвољен. Пап је морао да путује у Беч, у Аустрију, на тренинг и на своје борбе. Упркос овом недостатку, победио је неколико врхунских кандидата за титулу првака Европе у средњој категорији, укључујући ветерана Тајгера Џонса, шампиона Француске Хиполита Анекса и Криса Кристенсена. После Кристенсена, Пап је победио Рендија Сендија из Сједињених Држава. Године 1964, након што се Пап већ пријавио за меч за титулу светског шампиона против Џоија Ђардела, мађарско комунистичко руководство је окончало његову професионалну каријеру ускративши му излазну визу.
Пап је један од ретких боксера у историји који се повукао као непоражен у рингу. Његов рекорд је био 27 победа, 2 ремија и ниједан пораз. 15 његових победа је било нокаутом.

## Професионални боксерски рекорд
| 29 борби | 27 победа | 0 пораза |
| -------- | --------- | -------- |
| Нокаутом | 15        | 0        |
| Одлуком  | 12        | 0        |
| Нерешено | 2         | 2        |

| No. | Резултат | Скор       | Противник            | Type | Рунда   | Датум               | Место                                    | Белешке                                 |
| --- | -------- | ---------- | -------------------- | ---- | ------- | ------------------- | ---------------------------------------- | --------------------------------------- |
| 29  | Победа   | 27 : 0 : 2 | Мик Лехи             | PTS  | 15      | 9. октобар 1964.    | Штадтхале, Беч, Аустрија                 | Задржао ЕБУ титулу у средњој категорији |
| 28  | Победа   | 26 : 0 : 2 | Кристијан Кристенсен | KO   | 4 (15)  | 2. јул 1964.        | Форум, Копенхаген, Данска                | Задржао ЕБУ титулу у средњој категорији |
| 27  | Победа   | 25 : 0 : 2 | Хери Скот            | PTS  | 10      | 13. март 1964.      | Штадтхале, Беч, Аустрија                 |                                         |
| 26  | Победа   | 24 : 0 : 2 | Луи Фоледо           | TKO  | 8 (15)  | 6. децембар 1963.   | Палацио де лос Депортес, Мадрид, Шпанија | Задржао ЕБУ титулу у средњој категорији |
| 25  | Победа   | 23 : 0 : 2 | Чарли Котон          | KO   | 7 (10)  | 14. јун 1963.       | Месешпортхале, Келн, Западна Немачка     |                                         |
| 24  | Победа   | 22 : 0 : 2 | Ренди Сенди          | PTS  | 10      | 17. мај 1963.       | Штадтхале, Беч, Аустрија                 |                                         |
| 23  | Победа   | 21 : 0 : 2 | Петер Милер          | TKO  | 4 (15)  | 30. март 1963.      | Вестфаленхале, Дортмунд, Западна Немачка | Задржао ЕБУ титулу у средњој категорији |
| 22  | Победа   | 20 : 0 : 2 | Џорџ Олдриџ          | TKO  | 15 (15) | 6. фебруар 1963.    | Штадтхале, Беч, Аустрија                 | Задржао ЕБУ титулу у средњој категорији |
| 21  | Победа   | 19 : 0 : 2 | Хиполит Анекс        | KO   | 9 (15)  | 19. новембар 1962.  | Пале де спор, Париз, Француска           | Задржао ЕБУ титулу у средњој категорији |
| 20  | Победа   | 18 : 0 : 2 | Кристијан Кристенсен | TKO  | 7 (15)  | 16. мај 1962.       | Штадтхале, Беч, Аустрија                 | Победа, ЕБУ наслов у средњој категорији |
| 19  | Победа   | 17 : 0 : 2 | Ралф Тајгер Џонс     | PTS  | 10      | 21. март 1962.      | Штадтхале, Беч, Аустрија                 |                                         |
| 18  | Победа   | 16 : 0 : 2 | Мишел Франсоа        | TKO  | 2 (10)  | 2. децембар 1961.   | Месешпортхале, Келн, Западна Немачка     |                                         |
| 17  | Победа   | 15 : 0 : 2 | Петер Милер          | TKO  | 4 (10)  | 13. октобар 1961.   | Штадтхале, Беч, Аустрија                 |                                         |
| 16  | Победа   | 14 : 0 : 2 | Петер Милер          | TKO  | 8 (10)  | 10. септембар 1961. | Ејсштадион, Келн, Западна Немачка        |                                         |
| 15  | Победа   | 13 : 0 : 2 | Муса Сангаре         | PTS  | 10      | 8. април 1961.      | Штадтхале, Беч, Аустрија                 |                                         |
| 14  | Победа   | 12 : 0 : 2 | Совер Чиока          | PTS  | 10      | 20. фебруар 1961.   | Пале де спор, Париз, Француска           |                                         |
| 13  | Нерешено | 11 : 0 : 2 | Ђанкарло Гарбели     | PTS  | 10      | 26. децембар 1960.  | Палацо дело спорт, Милано, Италија       |                                         |
| 12  | Победа   | 11 : 0 : 1 | Мохамед Буди         | KO   | 7 (10)  | 1. октобар 1960.    | Стадион Динама, Загреб, Југославија      |                                         |
| 11  | Победа   | 10 : 0 : 1 | Ерик Валтер          | KO   | 9 (10)  | 23. септембар 1960. | Штадтхале, Беч, Аустрија                 |                                         |
| 10  | Победа   | 9 : 0 : 1  | Лу Пери              | PTS  | 10      | 10. фебруар 1960.   | Штадтхале, Беч, Аустрија                 |                                         |
| 9   | Победа   | 8 : 0 : 1  | Бил Тејт             | KO   | 3 (10)  | 18. септембар 1959. | Штадтхале, Беч, Аустрија                 |                                         |
| 8   | Нерешено | 7 : 0 : 1  | Жерминал Баларине    | PTS  | 10      | 13. април 1959      | Пале де спор, Париз, Француска           |                                         |
| 7   | Победа   | 7 : 0      | Жан Руелие           | PTS  | 10      | 16. март 1959.      | Штадтхале, Беч, Аустрија                 |                                         |
| 6   | Победа   | 6 : 0      | Андре Дрили          | PTS  | 10      | 9. фебруар 1959.    | Пале де спор, Париз, Француска           |                                         |
| 5   | Победа   | 5 : 0      | Франсоа Ењуји        | KO   | 3 (10)  | 15. децембар 1958.  | Пале де спор, Париз, Француска           |                                         |
| 4   | Победа   | 4 : 0      | Хуго Колер           | KO   | 6 (10)  | Oct 17, 1958        | Штадтхале, Беч, Аустрија                 |                                         |
| 3   | Победа   | 3 : 0      | Герхард Мол          | PTS  | 6       | 28. јун 1957.       | Ернст Мерк хале, Западна Немачка         |                                         |
| 2   | Победа   | 2 : 0      | Херберт Сова         | PTS  | 4       | 15. јун 1957.       | Вестваленхале, Дортмунд, Западна Немачка |                                         |
| 1   | Победа   | 1 : 0      | Алојз Бранд          | PTS  | 4       | 18. мај 1957.       | Ајсштадион, Келн, Западна Немачка        |                                         |